# Mitropolia de Corfu, Paxos și Insulele Diapontice
Mitropolia de Corfu, Paxos și Insulele Diapontice (în greacă Ιερά Μητρόπολις Κερκύρας, Παξών και Διαποντίων Νήσων) este o mitropolie a Bisericii Ortodoxe a Greciei. Sediul său administrativ este orașul Corfu de pe insula Corfu din nord-vestul Greciei. Ea își exercită jurisdicția asupra întregii Prefecturi Corfu, adică nu numai asupra insulei Corfu, ci și asupra a altor două mici grupuri insulare: Paxos și Insulele Diapontice.

## Istoric
Întemeierea scaunului episcopal de Corfu a avut loc, potrivit tradiției, odată cu construirea pe insulă a unui altar închinat Sfântului Ștefan de către doi discipoli ai Sfântului Pavel, Iason din Tars și Sosipatrus din Ahaea. Episcopii săi sunt menționați ca participanți la sinodurile ecumenice care au avut loc între anii 325 și 787, inițial ca sufragani ai mitropoliților de Nicopole și mai târziu ai mitropoliților de Cefalonia. La fel ca și celelalte episcopii din Prefectura Illyricum, episcopia de Corfu a fost transferată de sub jurisdicția Patriarhiei Romei în jurisdicția Patriarhiei Constantinopolului în secolul al VIII-lea. Ea a fost ridicată la rangul de arhiepiscopie în a doua jumătate a secolului al X-lea și a devenit în sfârșit mitropolie cândva în al treilea sfert al secolului al XI-lea. Primul arhiepiscop Arsenie de Corfu (d. 953) este glorificat ca sfânt.
În urma cuceririi insulei de către puterile occidentale (genovezi, venețieni și angevini) la începutul secolului al XIII-lea a fost înființată pe insulă o arhiepiscopie romano-catolică, atestată pentru prima dată în 1228. Sub stăpânirea catolică, populația creștin-ortodoxă locală era slujită de un preot de rang înalt (protopapas).
Mitropolia ortodoxă a fost restaurată abia după 1800, în urma destrămării Republicii Venețiene și a înființării Republicii Septinsulare, cu reședința în insula Corfu. Începând cu 1864, după formarea statului grec modern și cedarea insulelor ionice (aflate din 1815 sub protectorat britanic) către Regatul Greciei, Biserica Theotokos Spilaiotissa⁠(it)[traduceți] a devenit catedrala Mitropoliei de Corfu.
Jurisdicția mitropoliei se întinde asupra parohiilor și mănăstirilor ortodoxe de pe insula Corfu, de pe insulele Paxos (aflate la sud de Corfu; cele mai mari și mai cunoscute insule sunt Paxos și Antipaxos) și de pe insulele Diapontice (aflate la nord-vest de Corfu; singurele insule populate sunt Othoni, Ereikoussa și Mathraki).

## Mănăstiri
- Mănăstirea Sf. Muceniță Paraschiva din Sgurades[3][4]
- Mănăstirea Maicii Domnului din Vlaherne din Corfu
- Mănăstirea Adormirea Maicii Domnului din Corfu
- Mănăstirea Sf. Teodor Stratilat din Corfu

## Mitropoliți
- Arsenie de Corfu (- 953)[5]
- Gheorghe de Corfu (sec. al XII-lea)
- Gheorghe Vardan (1219—1232)[6]
- Vasile de Corfu (sec. al XV-lea)
- Hrisant Masellos (1833—1848)
- Atanasie Politis (1848 — 29 aprilie 1870)
- Antonie Hariatis (1870—1881)
- Eustatie Vulismas (1884—1895)
- Sebastian Nikokavuras (19 septembrie 1899 — iulie 1920)
- Athenagoras Spyrou (22 decembrie 1922 — 30 august 1930)
- Alexandru Dimoglou (30 august 1930 — 1 august 1942)
- Metodie Kondostanos (20 septembrie 1942 — mai 1967)
- Policarp Vaghenas (26 iunie 1967 — 25 martie 1984)
- Timotei Trivizas (4 mai 1984 — 15 martie 2002)
- Nectarie Dovas (13 octombrie 2002 -)

## Legături externe
- Site oficial